# Argentina nos Jogos Olímpicos de Inverno de 2014
A Argentina participou dos Jogos Olímpicos de Inverno de 2014, realizados na cidade de Sóchi, na Rússia. Foi a décima oitava aparição do país em Olimpíadas de Inverno.

## Desempenho

### Esqui alpino
Feminino
| Atleta                  | Evento         | Descida 1 | Descida 2 | Total   | Pos. |
| ----------------------- | -------------- | --------- | --------- | ------- | ---- |
| Salomé Báncora          | Slalom         | 59.26     | 56.26     | 1:55.52 | 25º  |
| Salomé Báncora          | Slalom gigante | 1:25.88   | 1:26.16   | 2:52.04 | 47º  |
| Julietta Quiroga        | Slalom         | DNF       | DNF       | DNF     | DNF  |
| Julietta Quiroga        | Slalom gigante | DNF       | DNF       | DNF     | DNF  |
| Macarena Simari Birkner | Downhill       |           |           | 1:46.44 | 32º  |
| Macarena Simari Birkner | Combinado      | 1:48.87   | 55.06     | 2:43.93 | 20º  |
| Macarena Simari Birkner | Slalom         | 59.82     | 56.69     | 1:56.51 | 27º  |
| Macarena Simari Birkner | Slalom gigante | 1:24.74   | 1:23.11   | 2:47.85 | 39º  |
| Macarena Simari Birkner | Super-G        |           |           | 1:31.10 | 26º  |

Masculino
| Atleta                  | Evento         | Descida 1 | Descida 2 | Total   | Pos. |
| ----------------------- | -------------- | --------- | --------- | ------- | ---- |
| Jorge Birkner Ketelhohn | Combinado      | 2:01.05   | DNF       | DNF     | DNF  |
| Jorge Birkner Ketelhohn | Slalom         | DNF       | DNF       | DNF     | DNF  |
| Jorge Birkner Ketelhohn | Slalom gigante | DNF       | DNF       | DNF     | DNF  |
| Jorge Birkner Ketelhohn | Super-G        |           |           | 1:23.89 | 50º  |
| Sebastiano Gastaldi     | Slalom         | 53.24     | DNF       | DNF     | DNF  |
| Sebastiano Gastaldi     | Slalom gigante | DNF       | DNF       | DNF     | DNF  |
| Cristian Simari Birkner | Downhill       |           |           | DNS     | DNS  |
| Cristian Simari Birkner | Combinado      | 1:59.63   | 56.46     | 2:56.09 | 29º  |
| Cristian Simari Birkner | Slalom         | DNF       | DNF       | DNF     | DNF  |
| Cristian Simari Birkner | Slalom gigante | 1:26.02   | 1:27.89   | 2:53.91 | 40º  |
| Cristian Simari Birkner | Super-G        |           |           | 1:23.36 | 48º  |

### Esqui cross-country
Masculino
| Atleta           | Evento         | Final   | Final |
| Atleta           | Evento         | Tempo   | Pos.  |
| ---------------- | -------------- | ------- | ----- |
| Federico Cichero | 15 km clássico | 49:11.3 | 83º   |

Legenda
| Recorde mundial      | Recorde mundial (World record)               |                       | Recorde africano                      | Recorde africano (African) |                                           | Q | Classificado por posição (Qualified) |
| Recorde olímpico     | Recorde olímpico (Olympic record)            | Recorde da América    | Recorde da América (Americas)         | q                          | Classificado por melhor tempo (Qualified) |   |                                      |
| Melhor marca do ano  | Melhor marca do ano (World leading)          | Recorde asiático      | Recorde asiático (Asian)              | DNS                        | Não largou (Did not start)                |   |                                      |
| Recorde nacional     | Recorde nacional (National record)           | Recorde europeu       | Recorde europeu (European)            | DNF                        | Não terminou (Did not finish)             |   |                                      |
| Recorde pessoal      | Recorde pessoal do atleta (Personal best)    | Recorde da Oceania    | Recorde da Oceania (Oceania)          | DSQ / DQ                   | Desclassificado (Disqualified)            |   |                                      |
| Recorde da temporada | Recorde da temporada do atleta (Season best) | Recorde sul-americano | Recorde sul-americano (South America) | NM                         | Sem marca (No mark)                       |   |                                      |